# Erik Lindh
Erik Lindh (Kungälv, 24 de Maio de 1964) é um mesa-tenista sueco, medalhista de bronze do Jogos Olímpicos de Seul e duas vezes campeão europeu de duplas (1986 e 1992)